# Sergeant Murphy
Sergeant Murphy è un film del 1938 diretto da B. Reeves Eason e interpretato da Ronald Reagan.

## Trama
Dennis Reilly segue il proprio cavallo, Sergeant Murphy, nell'esercito e, quando il cavallo viene trasferito in cavalleria, lo segue anche là. Volendo portar via Sergeant Murphy con sé quando lui sarà congedato, lo allena in modo da farlo apparire un animale poco adatto alla vita militare. Il colonnello Carruthers pensa invece che il cavallo sia in possesso di buone potenzialità e lo manda alla scuola di addestramento. Lì, Dennis incontra una ragazza, Mary Lou, alla quale racconta la sua storia senza sapere che lei è la figlia del colonnello. A Dennis, che vuole ricomprare il suo cavallo, è vietato di comperare l'animale che viene messo all'asta dopo una caduta in cui è rimasto ferito. Dennis, però, riesce a rintracciare il nuovo proprietario, salvando Murphy dal diventare cibo per cani in una fabbrica di alimenti per animali.
Con Murphy, dopo aver gareggiato e vinto varie volte, Dennis parte alla volta dell'Inghilterra per partecipare alle corse ostacoli. Gli ispettori, però, trovano a bordo della nave delle zecche e proibiscono lo sbarco al cavallo che viene messo in quarantena. Dennis, per non perdere l'occasione di gareggiare, costringe Murphy a nuotare fino a riva. Il cavallo vince la gara e il colonnello Carruthers, che si trova lì con Mary Lou, deve montare Murphy e fare un giro per l'ippodromo con il testa il cappellino della figlia per pagare il pegno di aver scommesso sulla sconfitta del cavallo.

## Produzione
Il film fu prodotto dalla Warner Bros. Secondo Variety, le riprese delle corse ippiche furono girate in California, al Santa Anita Racetrack.

### Cast
- Mary McGuire (1919-1974) era un'attrice australiana che fece con questo film il suo debutto a Hollywood.
- Ronald Reagan (1911–2004) all'epoca era ufficiale di riserva nella Cavalleria. Il suo ruolo era stato offerto in prima battuta a James Cagney[1].

## Distribuzione
Il copyright del film, richiesto dalla Warner Bros. Pictures, Inc., fu registrato il 18 novembre 1937 con il numero LP7709.
Distribuito dalla Warner Bros., il film uscì nelle sale cinematografiche USA il 1º gennaio 1938. Il 21 giugno 1940, fu distribuito in Messico.